# Yên Mỹ, Thanh Trì
Yên Mỹ là một xã thuộc huyện Thanh Trì, thành phố Hà Nội.

## Địa giới hành chính
Xã Yên Mỹ nằm ở phía đông bắc huyện Thanh Trì. Ranh giới hành chính như sau:
- Phía đông giáp xã Văn Đức, huyện Gia Lâm (ranh giới tự nhiên là sông Hồng);
- Phía nam giáp xã Duyên Hà, huyện Thanh Trì;
- Phía tây nam giáp xã Ngũ Hiệp, huyện Thanh Trì;
- Phía tây giáp xã Tứ Hiệp, huyện Thanh Trì;
- Phía bắc giáp phường Yên Sở, quận Hoàng Mai.

## Lịch sử
Làng Yên Mỹ xưa có tên là Tiểu Lan Châu. Đây là vùng bãi rộng lớn ven sông Hồng, hình thành từ lâu đời (Châu = công châu thổ, tức đất bãi bồi), cư dân lập thành ba làng là Đại Lan Châu, Trung Lan Châu và Tiểu Lan Châu.
Khoảng giữa thế kỷ 19, sông Hồng đổi dòng, làm cho làng Trung Lan Châu chuyển sang bên kia sông, nên làng này đổi thành Đại Quan (có nghĩa là ở cửa sông Hồng; nay thuộc xã Văn Đức, huyện Gia Lâm); Đại Lan Châu đổi thành Đại Lan nay thuộc xã Duyên Hà); làng Tiểu Lan Châu, không rõ từ bao giờ đổi thanh An Mỹ (hay Yên Mỹ). Muộn nhất là đến đầu thế kỷ 19, tên Yên Mỹ đã xuất hiện.
Xưa cũng như nay, Yên Mỹ luôn là một xã độc lập. Đầu thế kỷ 19, xã thuộc tổng Vạn Phúc, huyện Thanh Trì, phủ Thường Tín, trấn Sơn Nam Thượng (từ năm 1831 thuộc tỉnh Hà Nội, từ 1902 thuộc tỉnh Cầu Đơ, năm 1904 đổi làm tỉnh Hà Đông.
Từ tháng 5 - 1961, cùng với các làng xã khác trong huyện Thanh Trì, làng được chuyển về thành phố Hà Nội,..
Trước Cách mạng Tháng Tám 1945, Yên Mỹ là một làng lớn, với 2855 nhân khẩu (năm 1928), gần gấp 3 lần dân số của một làng bình thường ở châu thổ Bắc Bộ.
Yên Mỹ ở Đông Nam Kinh thành Thăng Long, ngoài đê sông Hồng, được phù sa bồi đắp nên cây cỏ tốt tươi, tạo điều kiiện thuận lợi để phát triển nông nghiệp, nhất là chăn nuôi trâu bò. Trâu bò ở đây được chăm sóc chu đáo nên béo tốt, da bóng nhẫy, bán bao giờ cũng được giá, có thể liệt vào những sản vật nổi tiếng của Thanh Trì "Lúa làng Ngâu, trâu Yên Mỹ" (Ngâu tức làng Yên Ngưu, xã Tam Hiệp).

## Danh nhân
Làng Yên Mỹ có ông Phạm Quốc Trinh đỗ Tiến sĩ khoa Mậu Thìn niên hiệu Thái Hòa đời Vua Lê Nhân Tông (năm 1448), làm quan đến chức Thị lang.
Yên Mỹ còn là nơi sinh sống một thời gian trước khi ra làm quan của Đặng Huấn (? - 1583) - vị Quận công quê ở Lương Xá (huyện Chương Mỹ, Hà Nội), làm quan nhà Mạc, sau quy thuận nhà Lê, giúp dập nhà Lê đánh tan nhà Mạc. Sau khi thành đạt, ông để người con thứ hai ở lại làng Yên Mỹ, phát triển thành một chi nhánh họ Đặng tại đây. Hiện ở làng vẫn còn nhà thờ, lăng mộ của họ này.

## Di tích lịch sử, văn hóa
Làng Yên Mỹ trước đây có ngôi đình được dựng rất muộn, bắt đầu dựng từ năm 1919, mãi đến năm 1924 mới hoàn thành. Việc làng xây đình muộn có nhiều nguyên nhân. Có thuyết giải thích là do làng nghèo, vì vậy có lời nguyền của các làng bên: "Bao giờ Yên Mỹ làm đình, chạch đẻ ngọn giáo thì mình lấy ta!" Chắc chắn đây chỉ là sự đặt lời của dân gian. Nguyên nhân chính của việc dựng đình muộn này là do làng ở ven sông, chịu tác động của nướac lũ sông Hồng, gây ngập lụt. Chắc hẳn, xưa kia làng từng có đình, nhưng bị nước lụt làm trôi lở nên việc dựng lại rất khó khăn. Ngoài Cao Sơn đại vương và một vị thần họ Phạm có quan hệ họ hàng với Tiến sĩ Phạm Quốc Trinh.
Làng Yên Mỹ còn có ngôi đền Mẫu thờ Lý Chiêu Hoàng - vị vua cuối cùng của triều Lý. Trong đền có tượng bà Chiêu Hoàng đúc bằng đồng vào năm 1937.
Làng có ngôi chùa Thanh Lan, không có gì nổi bật.

## Kinh tế
Ngày nay, làng Yên Mỹ khá trù phú với việc trồng các loại rau, hoa cung cấp cho nội thành và xuất khẩu.